# 石谷甚三郎
石谷 甚三郎（いしたに じんさぶろう、1887年（明治20年）2月15日 - 1981年（昭和56年）9月17日）は、大日本帝国陸軍軍人。最終階級は陸軍少将。功四級。

## 経歴
1887年（明治20年）に三重県で生まれた。陸軍士官学校第22期卒業。1937年（昭和12年）10月13日に歩兵第33連隊補充隊長に就任し、11月1日に陸軍歩兵大佐に進級した。1938年（昭和13年）5月に歩兵第133連隊長（中支那派遣軍・第116師団）に就任し、日中戦争に出動、漢口攻略戦、大通南方地区作戦などに参加した。1940年（昭和15年）4月に京城陸軍兵事部長に転じ、1941年（昭和16年）3月に陸軍少将に進級した。
1942年（昭和17年）9月に第14独立守備隊長に就任し、1943年（昭和18年）8月2日に西部軍司令部附となり、8月31日に予備役に編入された。1944年（昭和19年）7月14日に召集され新潟連隊区司令官に就任し、1945年（昭和20年）3月31日に津連隊区司令官兼津地区司令官に就任した。
1947年（昭和22年）11月28日、公職追放仮指定を受けた。